# ピキン県
ピキン県（ピキンけん、Département de Pikine）は、セネガル共和国ダカール州にある県。ピキン市1市から成り立っている。ピキン市には3郡(Arrondissement)16区(Commune d'arrondissement)がある。
首都ダカール市の東に位置する。北は大西洋、南はハン湾に面する。かつてハン湾は輝く宝石のような白砂の浜と言われたが、現在は未処理の下水や産業廃棄物などで汚染されている。
2002年2月21日に、ゲジャワイ市（Guédiawaye）がゲジャワイ県としてピキン県から分離された。